# Michael Nyman
Michael Nyman, pe numele său real Michael Laurence Nyman, (n. 23 martie 1944, Greater London, Anglia, Regatul Unit) este un compozitor minimalist, pianist, libretist și muzicolog britanic. Devenit extrem de popular datorită colaborării cu regizorul Peter Greenaway și a coloanei sonore realizată pentru filmul lui Jane Campion, „The Piano". 
Dintre cele mai cunoscute lucrări ale sale amintim: „The Man Who Mistook His Wife for a Hat", „Noises, Sounds & Sweet Airs", „Facing Goya", „Man and Boy: Dada", and „Love Counts", plus cinci concerte, patru cvartete de coarde, lucrări camerale (majoritatea interpretate de Michael Nyman Band, uneori avînd ca pianist pe însuși autorul).

## Cronologie
- Absolvent al Royal Academy of Music și King's College London (1961-67).
- Își începe activitatea de critic muzical – fiind prima persoană ce a folosit cuvântul „minimalist" aplicat în muzică (1968-78).
- Fondează Campiello Band (actuala Michael Nyman Band) și începe colaborarea la cele 11 filme semnate de Peter Greenaway (1976).
- Apare primul album semnat Michael Nyman Band (1981).
- Apare coloana soloră a filmului The Piano ce cîștigă Ivor Novello Award, Globul de Aur, BAFTA și Premiul American Film Institute vînzîndu-se în peste 3 milioane de exemplare (1993).

## Discografie
- 2008 – Mozart 252
- 2006 – Acts of Beauty / Exit no Exit
- 2006 – Nyman brass
- 2006 – Six Celan Songs / The ballad of Kastriot Rexhepi
- 2005 – Love Counts
- 2005 – Man and Boy: Dada
- 2005 – Nyman/Greenaway Revisited
- 2005 – The Draughtsman's Contract
- 2005 – The Libertine
- 2005 – The Piano
- 2005 – The Piano Sings
- 2004 – A Zed and Two Noughts
- 2004 – Decay Music
- 2004 – Drowning by Numbers
- 2004 – The Cook, The Thief, His Wife and Her Lover
- 2004 – The Draughtsman's Contract
- 2004 – The Very Best of Michael Nyman Film Music 1980 - 2001
- 2003 – 24 heures de la vie d'une femme
- 2003 – Sangam: Michael Nyman meets Indian Masters
- 2003 – The Actors
- 2002 – Ahn-Trio: Groovebox
- 2002 – Facing Goya
- 2002 – String Quartets Nos. 2-4
- 2001 – Film Music 1980-2001
- 2001 – Overture to Orpheus / Elaine Funaro
- 2000 – Ahn Trio: Ahn-Plugged
- 2000 – Miniatures 2
- 2000 – The Claim
- 2000 – The End of the Affair
- 1999 – Art House Cafe 2
- 1999 – Michael Nyman Band Live in Concert
- 1999 – Nyman & Greenaway
- 1999 – Ravenous
- 1999 – The Commissar Vanishes
- 1999 – The Golden Section / Wallace Collection
- 1999 – Wonderland
- 1998 – An Eye for a Difference
- 1998 – Duo Dilemme: Nouvelle Musique pour Saxophone & Piano
- 1998 – Federico Garcia Lorca: De Granada a la Luna
- 1998 – Practical Magic
- 1998 – Strong on Oaks, Strong on the Causes of Oaks
- 1998 – The English Patient and other arthouse classics
- 1998 – The Piano Concerto / Where the Bee Dances
- 1998 – The Suit and the Photograph
- 1998 – Twentieth Century Blues - The Songs of Noel Coward
- 1997 – Cinema Emotion
- 1997 – Concertos
- 1997 – Enemy Zero
- 1997 – Gattaca
- 1997 – Pick it Up
- 1997 – The Cold Room
- 1997 – The Very Best of Michael Nyman
- 1996 – After Extra Time
- 1996 – Century XXI UK N-Z
- 1996 – Enemy Zero - Piano Sketches
- 1996 – Meeting Point
- 1996 – The Ogre
- 1995 – Carrington
- 1995 – Diary of Anne Frank
- 1995 – First & Foremost
- 1995 – Nissan Silvia TVCF Song - Piano Lesson
- 1995 – Plus que Tango
- 1995 – Saxophone Songbook
- 1995 – The Piano Concerto / On the Fiddle / Prospero's Books
- 1995 – The Piano Concerto and other Themes
- 1995 – Visions
- 1994 – A La Folie (Six Days, Six Nights)
- 1994 – Anohito No Waltz
- 1994 – Michael Nyman - Live
- 1994 – Noises, Sounds and Sweet Airs
- 1994 – Taking a Line for a Second Walk
- 1994 – The Piano Concerto /MGV
- 1993 – Contini /Interzone
- 1993 – Michael Nyman for Yohji Yamamoto
- 1993 – The Contemporary Trumpet
- 1993 – The Piano [cd single 1]
- 1993 – The Piano [cd single 2]
- 1993 – Time will Pronounce
- 1992 – Bow Out
- 1992 – Le Mari de la Coiffeuse (The Hairdresser's Husband)
- 1992 – Piano Circus
- 1992 – Saxophone Works
- 1992 – Songbook
- 1992 – The Essential Michael Nyman Band
- 1992 – The Piano
- 1991 – Beyond Modernism
- 1991 – Prospero's Books
- 1991 – Songbook
- 1991 – String Quartet Nos. 1-3
- 1991 – And Do They Do / Zoo Caprices
- 1991 – La Traversee de Paris
- 1991 – Out of the Ruins
- 1991 – The Cook, the Thief, his Wife and her Lover
- 1991 – The Draughtsman's Contract
- 1991 – The Nyman / Greenaway Soundtracks
- 1988 – Drowning by Numbers
- 1987 – The Man Who Mistook His Wife For a Hat
- 1985 – A Zed and Two Noughts
- 1985 – The Kiss and Other Movements
- 1982 – Michael Nyman
- 1982 – The Draughtsman's Contract
- 1981 – Michael Nyman
- 1981 – Mozart
- 1981 – The Fourth Wall
- 1980 – From Brussels With Love
- 1980 – Miniatures
- 1979 – Masterwork Samples
- 1977 – English Experimental Music
- 1976 – Decay Music

## Filmografie
- 2005 – 9 Songs
- 2005 – A Cock and Bull Story
- 2005 – Detroit: Ruin of a City
- 2005 – The Libertine
- 2003 – Charged: The Life of Nikola Tesla
- 2003 – Nathalie...
- 2003 – The Actors
- 2003 – On the Trail of John Hunt Morgan
- 2002 – The Man with a Movie Camera
- 2002 – Luminal
- 2002 – 24 heures de la vie d'une femme
- 2001 – Subterrain
- 2001 – Haute fidelit
- 2001 – La Stanza del figlio (The Son's Room)
- 2000 – That Sinking Feeling
- 2000 – Act without Words I
- 2000 – The Claim (previously know as 'Kingdom Come')
- 2000 – Purely Belter
- 1999 – The End of the Affair
- 1999 – Nabbie no koi (Nabbie's Love)
- 1999 – Wonderland
- 1999 – How to Make Dhyrak: A Dramatic Work for Three Players and Camera, Truncated with Only Two Players
- 1999 – Ravenous
- 1998 – Titch
- 1997 – Gattaca
- 1996 – Enemy Zero
- 1996 – Der Unhold (The Ogre)
- 1995 – Anne no nikki (The Diary of Anne Frank)
- 1995 – Carrington
- 1994 – A La Folie (Six Days, Six Nights)
- 1994 – Mesmer
- 1993 – Ryori no tetsujin
- 1993 – The Piano
- 1992 – The Fall of Icarus
- 1992 – The Final Score
- 1992 – The Michael Nyman Songbook
- 1991 – Not Mozart: Letters, Riddles and Writs
- 1991 – Prospero's Books
- 1990 – Les Enfants Volants (The Flying Children)
- 1990 – Men of Steel
- 1990 – Le Mari de la coiffeuse (The Hairdresser's Husband)
- 1989 – Hubert Bals Handshake
- 1989 – Out of the Ruins
- 1989 – The Cook, The Thief, His Wife & Her Lover
- 1989 – Monsieur Hire
- 1988 – Death in the Seine
- 1988 – Fear of Drowning
- 1988 – Drowning by Numbers
- 1987 – The Man Who Mistook His Wife for a Hat
- 1987 – Le Miracul
- 1986 – Ballet Mechanique
- 1986 – The Disputation
- 1986 – I'll Stake My Cremona to a Jew's Trump
- 1985 – L'Ange frenetique
- 1985 – Inside Rooms: 26 Bathrooms, London & Oxfordshire
- 1985 – The Kiss
- 1985 – A Zed and Two Noughts
- 1984 – Making a Splash
- 1984 – Fairly Secret Army
- 1984 – The Cold Room
- 1983 – The Coastline
- 1983 – Frozen Music
- 1983 – Nelly's Version
- 1982 – Brimstone and Treacle
- 1982 – The Draughtsman's Contract
- 1981 – Terence Conran
- 1980 – Act of God
- 1980 – The Falls
- 1978 – 1-100
- 1978 – A Walk through H: The Reincarnation of an Ornithologist
- 1977 – Tom Phillips
- 1976 – Goole by Numbers
- 1976 – Keep It Up Downstairs
- 1976 – Vertical Features Remake
- 1967 – Postcards From Capital Cities

## Legături externe
- Michael Nyman official site
- Michael Nyman's homepage at Chester Music
- Michael Nyman la Internet Movie Database
- The Power of the Cadence: Michael Nyman in conversation with Robert Davidson Arhivat în 26 iulie 2006, la Wayback Machine.
- 'The Case Against Nyman Revisited' Recent article on Michael Nyman's use of pre-existing music